# لاکهید مارتین اس‌آر-۷۲
لاکهید مارتین اس‌آر-۷۲ (به انگلیسی: Lockheed Martin SR-72) که در زبان عامیانه به آن «پسر بلک‌برد» (به انگلیسی: Son of Blackbird) می‌گویند، یک پهپاد مافوق صوت آمریکایی است که برای اطلاعات، نظارت و شناسایی در نظر گرفته شده است که به‌طور خصوصی در سال ۲۰۱۳ توسط لاکهید مارتین به عنوان جانشین لاکهید اس‌آر-۷۱ بلک‌برد بازنشسته پیشنهاد شد. این شرکت انتظار داشت که یک پهپاد آزمایشی اس‌آر-۷۲ بتواند تا سال ۲۰۲۵ پرواز کند.

## طراحی و توسعه

### سابقه و طراحی اولیه
لاکهید اس‌آر-۷۱ بلک‌برد توسط نیروی هوایی ایالات متحده در سال ۱۹۹۸ بازنشسته شد، که باعث کمبود قابلیت نظارتی و شناسایی (ISR) شد. اگرچه اکثر جنگنده‌های نسل پنجم جت و پهپادهای پیش‌بینی‌شده برای عملیات در حریم هوایی دشمن از فناوری‌های رادارگریز استفاده می‌کردند، برخی معتقد بودند که رشد تاکتیک‌های منع دسترسی/منطقه و فناوری‌های ضد رادارگریز به این معناست که سرعت بیشتر شود نه پنهان‌کاری.
اولین گزارش‌های تأیید نشده در مورد SR-72 در سال ۲۰۰۷ ظاهر شد، زمانی که منابع مختلف فاش کردند که لاکهید مارتین در حال توسعه هواپیمایی است که می‌تواند شش برابر سرعت صوت یا ۶ ماخ (۴۰۰۰ مایل در ساعت، ۶۴۰۰ کیلومتر در ساعت، 3500 kn) پرواز کند. نیروی هوایی. کار توسعه لاکهید مارتین اسکانک ورکس بر روی SR-72 اولین بار توسط Aviation Week & Space Technology در ۱ نوامبر ۲۰۱۳ منتشر شد. توجه عمومی به این اخبار به اندازه ای بزرگ بود که سرورهای وبسایت هفته هوانوردی را تحت تأثیر قرار داد.
برای دستیابی به سرعت مورد نظر، لاکهید مارتین از سال ۲۰۰۶ با اروجت راکت‌داین بر روی یک موتور مناسب همکاری می‌کرد. این شرکت در حال توسعه سیستمی مشابه با موتور اسکرم جت HTV-3X بوده است که در سال ۲۰۰۸ لغو شد. SR-72 با یک سیستم پیشرانه مافوق صوت تنفس هوا در طراحی شده شده است که توانایی شتاب‌گیری از حالت سکون تا ۶ ماخ را با استفاده از همان سیستم دارد که آن را حدود دو برابر سریعتر از SR-71 می‌کند. بزرگ‌ترین چالش طراحی موتوری برای کنترل رژیم‌های پروازی با سرعت‌های فرو صوت، فراصوت، مافوق صوت و فرا مافوق صوت بود. با استفاده از تراکم توربین، موتورهای توربوجت می‌توانند با سرعت صفر کار کنند و معمولاً تا ۲٫۲ ماخ بهترین عملکرد را دارند. رم جت‌ها، با استفاده از تراکم آیرودینامیکی با احتراق فرو صوت، عملکرد ضعیفی در زیر ۰٫۵ ماخ دارند، در حدود ۳ ماخ بیشترین کارایی را دارند و می‌توانند تا حدود ۶ ماخ بالا بروند. موتورهای طراحی شده ویژه SR-71 با تغییر جهت جریان هوا در اطراف به رام جت‌های کم سرعت تبدیل می‌شوند و پس از افزایش سرعت هسته و به کمک پس سوز به سرعت‌های بیشتر از ۲٫۵ ماخ می‌رسند. در نهایت، اسکرام جت با احتراق مافوق صوت محدوده سرعت‌های مافوق صوت تا فرا صوت را پوشش می‌دهد.SR-72 قرار بود از سیستم سیکل ترکیبی مبتنی بر توربین (TBCC) برای استفاده از موتور توربین در سرعت‌های پایین و موتور اسکرام جت در سرعت‌های بالا استفاده کند. موتورهای توربین و رم جت ورودی و نازل مشترک دارند، اما دارای مسیرهای جریان هوا مجزا هستند.
در سرعت‌های ۵ ماخ و بالاتر، گرمایش آیرودینامیکی به اندازه‌ای گرما ایجاد می‌کند که بدنه‌های فلزی معمولی را ذوب کند، بنابراین مهندسان لاکهید مارتین کامپوزیت‌هایی مانند مخلوط کربن، سرامیک و فلز با کارایی بالا را برای ساخت اجزای حیاتی در نظر می‌گیرند. چنین کامپوزیت‌هایی در موشک‌های بالستیک قاره‌پیما و شاتل فضایی استفاده شده است.
از ماه مه ۲۰۱۵، SR-72 به عنوان یک ISR و وسیلهٔ ضربتی در نظر گرفته شد، اما هیچ محموله‌ای برای آن مشخص نشد، احتمالاً به این دلیل که مهمات فعلی برای هواپیماهایی که با سرعت ۶ ماخ تا ارتفاع ۸۰۰۰۰ فوت (۲۴۴۰۰ متر) پرواز می‌کنند مناسب نیستند و نیاز است حسگرها و تسلیحات جدید به‌طور خاص ساخته شوند تا در چنین محدوده سرعتی کارآمد باشند.
در نوامبر ۲۰۱۳، ساخت یک نمونه آزمایشی در مقیاس کوچکتر برای ۲۰۱۸ برنامه‌ریزی شد. طول این مدل حدود ۶۰ فوت (۱۸ متر) بود و تقریباً به اندازه یک لاکهید مارتین F-22 Raptor، و تنها یک موتور داشت. موتور مقیاس کوچک تنها برای چند دقیقه پرواز با سرعت ۶ ماخ طراحی شد. پرواز آزمایشی SR-72 همراه با پیروی از جدول زمانی سلاح‌های مافوق صوت آمریکا برنامه‌ریزی شده بود.
در ۱۳ نوامبر ۲۰۱۳، ژنرال مارک ولش، رئیس ستاد نیروی هوایی ایالات متحده آمریکا، فاش کرد که این سرویس به قابلیت‌های مافوق صوت SR-72 علاقه‌مند است، اما با لاکهید مارتین دربارهٔ این هواپیما مذاکره‌ای نکرده است اما سرعت بالای این جت برای کاهش زمان واکنش به عملیات دشمن برای سرویس جذاب است. نیروی هوایی ایالات متحده آمریکا به دنبال فناوری مافوق صوت بوده است، اما هنوز توانایی مادی برای ساخت یک هواپیمای سایز کامل مانند SR-72 بدون سرنشین را ندارد. SR-72 در بحبوحه کاهش بودجه ای که نیروی هوایی را ملزم می‌کرد توانایی، ظرفیت و آمادگی مأموریت را متعادل کند، رونمایی شد. اعتقاد بر این بود که تا اواسط دهه ۲۰۲۰، کشورهای خارجی فناوری‌های هوایی پیشرفته‌ای را تولید و صادر خواهند کرد که می‌توانند در نبرد علیه ایالات متحده استفاده شود و این امر نیروی هوایی را به توسعه بیشتر سیستم‌های جدید، از جمله مافوق صوت، برای جایگزینی سیستم‌های موجود سوق می‌دهد.
در سال ۲۰۱۳، گزارش شد که نیروی هوایی از تأمین مالی برنامه SR-72 خودداری کرده و به جای آن پهپاد رادارگریز نورثروپ گرومن RQ-180 را برای انجام ماموریت‌های مافوق صوت در حریم هوایی مورد توسعه داده است. انتظار می‌رفت RQ-180 ارزان‌تر، سریع‌تر و پیچیدگی کمتری برای طراحی و ساخت داشته باشد.
SR-72 از نظر اندازه مشابه SR-71 با طول بیش از ۳۰ متر (۱۰۰ فوت) و دارای بردی مشابه خواهد بود و تا سال ۲۰۳۰ وارد خدمت خواهد شد. این جت طبق برنامهٔ مافوق صوت نیروی هوایی ایالات متحده برای توسعه توانایی حمله مافوق صوت ساخته خواهد شد. در زمان رونمایی از این طرح مفهومی، لاکهید مارتین در حال مذاکره با مقامات دولتی آمریکا بود، اما بودجه ای برای یک نمونه اولیه یا طراحی موتور این حت موتور تأمین نکرده بود.

### قراردادهای ۲۰۱۴ ناسا
در دسامبر ۲۰۱۴، ناسا قراردادی را به لاکهید مارتین برای مطالعه امکان‌سنجی ساخت سیستم پیشرانه SR-72 با استفاده از فن آوری‌های موتور توربین موجود، اعطا کرد، قرارداد ۸۹۲۲۹۲ دلاری (۱٫۱۳ میلیون دلار در سال ۲۰۲۳) یک مطالعه طراحی را برای تعیین قابلیت دوام پیشرانه TBCC تأمین می‌کند. این سیستم با ترکیب یکی از چندین موتور توربین فعلی، با یک رم‌جت دو حالته با حالت احتراقی در سرعت‌های کمتر از یک ماخ کار می‌کند. ناسا قبلاً یک مطالعه لاکهید مارتین را تأمین مالی کرده بود که نشان می‌داد سرعت‌های تا ۷ ماخ را می‌توان با موتور دو حالته ترکیبی از توربین و فن آوری‌های رم جت به دست آورد. مشکل پیشرانه مافوق صوت همیشه فاصله بین بالاترین قابلیت‌های سرعت یک توربوجت و کمترین سرعت یک اسکرم جت بوده است، این فاصله از حدود ۲٫۲ ماخ تا کمترین سرعت یک اسکرم جت در ۴ ماخ است. موتورهای توربین معمولی نمی‌توانند به سرعت‌های کافی برای رسیدن و ادامه شتاب‌گیری یک اسکرام جت دست یابند. مطالعه ناسا-لاکهید مارتین به احتمال زیاد یک موتور توربو جت با سرعت بالاتر از معمول یا یک اسکرام جت را بررسی می‌کند که می‌تواند در محدوده پرواز کندتر از موتور توربو جت عمل کند. DARPA HTV-3X یک رم جت کم سرعت (Ramjet حالت دوگانه) را نشان داده بود که می‌توانست زیر ۳ ماخ به خوبی کار کند. در نهایت موتورهای توربوفن موجود که در جت‌های جنگنده استفاده می‌شوند و دیگر طرح‌های آزمایشی برای استفاده در این پروژه در نظر گرفته شده‌اند. اگر نتایج این مطالعه موفقیت‌آمیز باشد، ناسا بودجه یک طرح آزمایشی را برای آزمایش DMRJ در یک وسیله نقلیه تحقیقاتی اختصاص می‌دهد. شرکت اروجت راکت‌داین یک قرارداد یک میلیون دلاری توسط مرکز تحقیقات گلن ناسا در ۱۵ دسامبر ۲۰۱۴ دریافت کرد. گزارش شده است که این دو شرکت بر روی سیستم پیشرانه سیکل ترکیبی مبتنی بر توربین (TBCC) با برنامه‌هایی برای شروع توسعه یک طرح آزمایشی مافوق صوت SR-72 در سال ۲۰۱۸ با برنامه‌ریزی برای اولین پرواز در سال ۲۰۲۳ همکاری می‌کنند.
در مارس ۲۰۱۶، مدیر عامل لاکهید مارتین اعلام کرد که این شرکت در آستانه یک پیشرفت تکنولوژیکی است که به هواپیمای مافوق صوت مفهومی SR-72 اجازه می‌دهد به سرعت ۶ ماخ برسد. او گفت یک هواپیمای آزمایشی مافوق صوت به اندازه یک جنگنده رادارگریز اف ۲۲ می‌تواند با کمتر از ۱ میلیارد دلار ساخته شود.

### ۲۰۱۷ تا کنون
در ژوئن ۲۰۱۷، لاکهید مارتین اعلام کرد که SR-72 تا اوایل دهه ۲۰۲۰ با حداکثر سرعت بیش از ۶ ماخ در حال توسعه خواهد بود. راب وایس، معاون اجرایی این شرکت گفت: «در ۲۰ سال گذشته همواره ما می‌گوییم که مافوق صوت دو سال دیگر است، اما تنها چیزی که می‌توانم بگویم این است که فناوری به بلوغ رسیده است و ما، همراه با دارپا و خدمات، سخت تلاش می‌کنیم تا این قابلیت را در اسرع وقت به دست جنگنده‌هایمان برسانیم.»
در فوریه ۲۰۱۸، اورلاندو کاروالیو، معاون اجرایی هوانوردی در لاکهید مارتین، گزارش‌های مربوط به توسعه SR-72 را رد کرد و گفت که هیچ نسخه‌ای از SR-72 تولید نشده است. او همچنین گفت"در نهایت همانطور که این فناوری به بلوغ برسد، می‌تواند توسعه یک وسیله نقلیه قابل استفاده مجدد را امکان پذیر کند. قبل از این ممکن است به آن "مانند SR-72" اشاره می‌کردیم، اما اکنون اصطلاح انتخابی "خودروی قابل استفاده مجدد" است.".
در نوامبر ۲۰۱۸، لاکهید مارتین گفت که یک نمونه اولیه از SR-72 قرار است تا سال ۲۰۲۵ پرواز کند. علاوه بر این، این شرکت اعلام کرد که این هواپیما برای شلیک موشک‌های مافوق صوت مجهز است.SR-72 می‌تواند در دهه ۲۰۳۰ وارد خدمت شود.